# متعدد الفوسفات
مركبات متعدد الفوسفات (أو بولي فوسفات) عبارة عن أملاح أو إسترات للمجموعة الوظيفية فوسفات PO4 رباعية السطوح والتي ترتبط مع بعضها البعض من خلال التشارك بذرة أكسجين. يمكن لمتعدد الفوسفات أن يكون له بنية خطية أو بنية حلقية.
من الأمثلة التي لها أهمية حيوية مركب أدينوزين ثنائي الفوسفات ADP وأدينوزين ثلاثي الفوسفات ATP والتي لها دور في تخزين الطاقة.

## البنية

ثلاثي حمص الفوسفوريك
متعدد حمض الفوسفوريك
حلقي ميتا الفوسفات
أدينوزين ثنائي الفوسفات (ADP)

إن بنية ثلاثي حمض الفوسفوريك تظهر المبدأ الذي تعتمد عليه بنية مركبات متعدد الفوسفات المختلفة. يمكن ملاحظة كيفية ارتباط ثلاث وحدات من PO4 رباعية السطوح مع بعضها البعض بالاشتراك بمراكز الأكسجين. بالنسبة للسلاسل الخطية، فإن وحدة الفوسفات الطرفية تشارك بذرة أكسجين واحدة، في حين أن وحدات الفوسفات البينية تشارك بذرتي أكسجين.
يمكن اعتبار متعدد الفوسفات أنه ناتج تفاعل تكاثف أورثو حمض الفوسفوريك H3PO4 والتي لها الصيغة العامة: Mn+2PnO3n+1 ولها البنية M–O–[P(OM′)(O)–O]n–M حيث M تمثل رمز الفلز المرتبط. مثال: ثلاثي فوسفات خماسي الصوديوم Na5P3O10.
يمكن لمتعدد الفوسفات أن يشكل سلاسل بوليميرية طويلة لها وزن جزيئي مرتفع.